# Gra bitewna

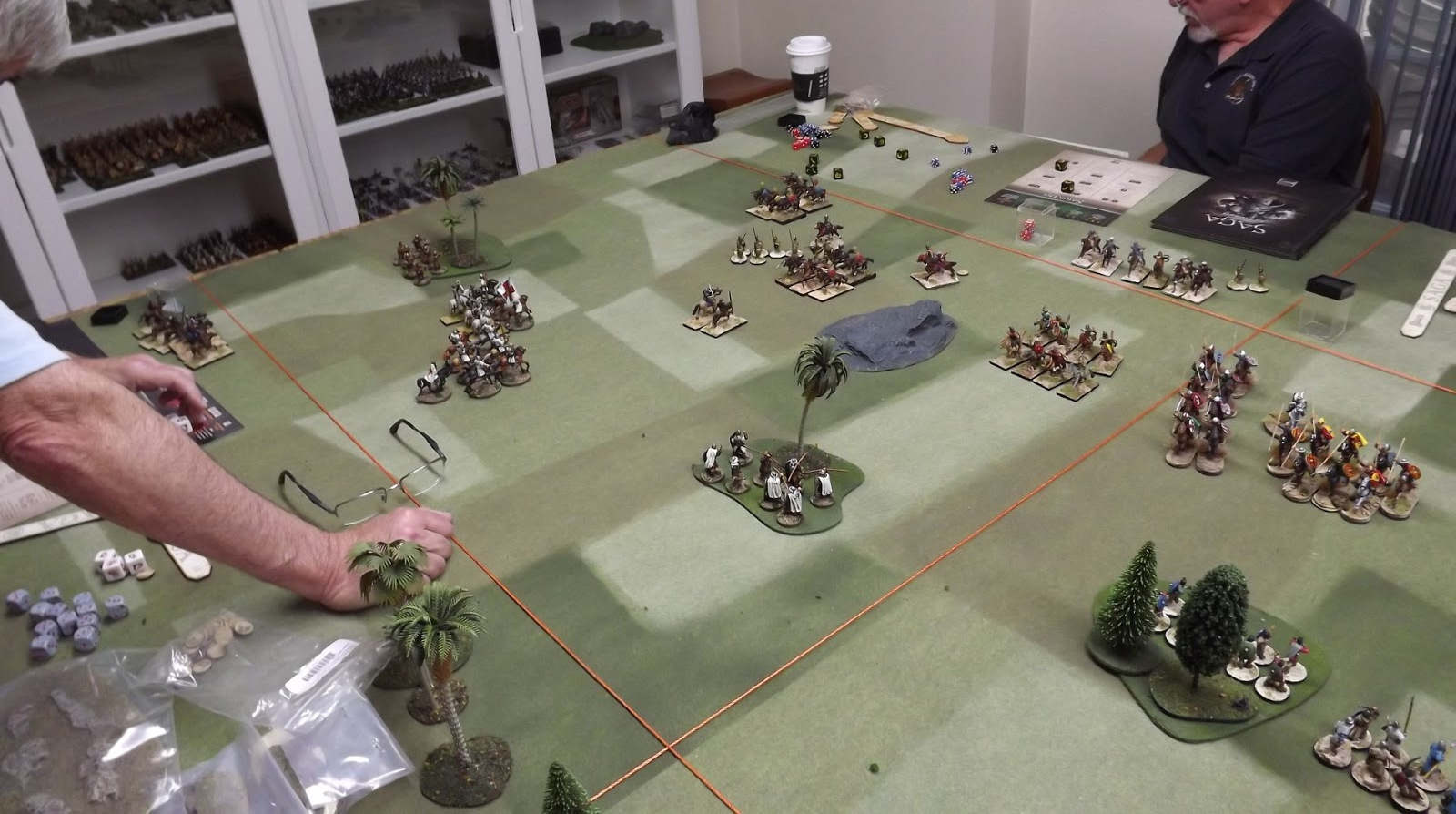
Przykład gry bitewnej

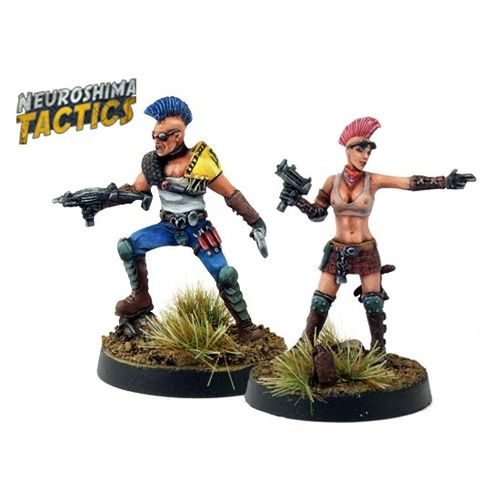
Miniaturowe figurki używane do gry Neuroshima Tactics

Gry bitewne – odmiana gier planszowych polegająca na toczeniu bitew przy użyciu miniaturowych figurek (zwanych jednostkami), najczęściej wykonanych z plastiku, żywicy lub metalu. Rozgrywka dzieli się na tury, w trakcie których gracze w ustalonej kolejności wykonują ruchy. Każdy rodzaj jednostki dysponuje odmiennymi atrybutami, takimi jak szybkość poruszania się (zależy od niej zazwyczaj odległość ruchu), szansa obrony, szansa na atak oraz obrażenia. Kwestie losowe rozstrzygane są za pomocą przypisanego do danej gry rodzaju kostek. W niektórych grach poszczególne postacie tego samego rodzaju różnią się umiejętnościami, zdobywanymi w trakcie walki.
Cechy wyróżniające gry bitewne z innych gier planszowych:
- figurki – gry bitewne używają miniaturowych modeli reprezentujących jednostki, co w grach planszowych często jest opcjonalne. W niektórych grach w czasie bitwy może znajdować się kilkaset modeli (np. Warhammer Fantasy Battle), w innych kilka (np. Neuroshima Tactics)
- rozpiski – gracze przed bitwą przygotowują dokument opisujący jednostki biorące udział w bitwie. W niektórych grach (np. X-wing) jednostek biorących udział w bitwie jest niewiele, a wszystkie modyfikacje są opisane na oddzielnych kartach jednostek - wtedy rozpiska w formie wydruku nie jest potrzebna, w innych grach (np. Warhammer Fantasy Battles) wydruk jest konieczny ze względu na poziom skomplikowania.
- pole bitwy – w przeciwieństwie do innych gier planszowych obszar gry jest otwarty - nie jest podzielony na pola (kwadraty, sześciokąty), a jednostki mogą poruszać się w dowolnych kierunkach względem planszy. Często istotnym elementem planszy są tereny, czyli lasy, budynki, rampy, itp. reprezentowane przez makiety.
- miarki i znaczniki – ze względu na otwarty obszar gry potrzebne są metody na mierzenie odległości (ruchu, ataków dystansowych) jak również wyznaczanie obszarów (np. pole widzenia jednostki, obszar działania wybuchu). W wielu grach do mierzenia odległości używa się miarek calowych.

## Przykłady strategicznych gier planszowych
- Alkemy
- Anima: Tactics
- Classic BattleTech
- Chronopia
- De Bellis Antiquitatis
- Dungeons & Dragons Miniatures Game
- Hell Dorado
- Infinity the game
- Konfrontacja
- Mein Panzer
- Mordheim
- Necromunda
- Neuroshima Tactics
- The Ninth Age: Fantasy Battles
- Operation : World War 2 (Alzo Zero)
- Star Wars Miniatures
- Władca Pierścieni: Strategiczna Gra Bitewna
- Warhammer 40,000
- Warhammer Fantasy Battle
- Warheim Fantasy Skirmish
- Warmachine
- Warzone
- Wojnacja
- Star Wars: X-Wing Gra Figurkowa